# SaGa Frontier 2
SaGa Frontier 2 (яп. サガ フロンティア 2 СаГа Фуронита Цу:) — японская ролевая игра, разработанная компанией Square Co. для приставки PlayStation и выпущенная в Японии в 1999 году. В 2000 году дочерними компаниями Square Electronic Arts и Squaresoft была издана на английском языке в Северной Америке и PAL-регионе. Это восьмая по счёту игра из серии SaGa и вторая для данной консоли. Режиссёром и продюсером традиционно выступил создатель серии Акитоси Кавадзу, саундтрек написал знаменитый композитор Масаси Хамаудзу. Игра примечательна интересной двухмерной графикой, стилизованной под акварель, что придаёт ей вид своеобразных иллюстраций из какой-то книги со сказками.
Как и в большинстве игр серии SaGa, сюжет в достаточной степени нелинеен, в ходе прохождения часто бывают доступны разные варианты действий, одно и то же место можно пройти разными путями. События SaGa Frontier 2 происходят в мире под названием Сандайл, сюжет, локации и персонажи выполнены с заметным влиянием средневековой германской культуры. Весь игровой процесс условно поделён на два отдельных сценария, каждый из которых описывает приключения своего героя. Первый посвящён изгнанному со дворца Густаву XIII, будучи законным наследником престола, он пытается завоевать уважение и вернуть по праву принадлежащий ему трон своего королевства. Второй — строится вокруг молодого человека по имени Уильям Найтс, который занимается расследованием обстоятельств убийства своих родителей. Обе истории регулярно перекликаются, по своему показывают текущую картину мира.

## Отзывы
| Сводный рейтинг    | Сводный рейтинг |
| Агрегатор          | Оценка          |
| ------------------ | --------------- |
| GameRankings       | 73,97 %         |
| Иноязычные издания |                 |
| Издание            | Оценка          |
| EGM                | 31,5 / 40       |
| Famitsu            | 35 / 40         |
| GamePro            | 4 / 5           |
| GameRevolution     | C               |
| GameSpot           | 6,6 / 10        |
| IGN                | 7 / 10          |
| Gaming Age         | B+              |
| RPGFan             | 90 %            |

Игра удостоилась в основном одобрительных отзывов, несколько раз переиздавалась в составе всевозможных юбилейных и коллекционных выпусков, а в 2008 году была добавлена в сервис PlayStation Store. Журнал Famitsu присудил ей 35 баллов из 40. Обозреватель GameSpot положительно отметил красивую рисованную графику, похвалил смелость разработчиков в принятии такого решения, когда многие стремятся соответствовать современному трёхмерному отображению происходящего на экране. Тем не менее, сайт заключил, что поклонникам оригинальной SaGa Frontier может не понравиться слишком либеральный подход к геймплею и стилю, кроме того, хоть и представлены всего только два разных сценария, игровой процесс получился ещё более разбросанным, чем первая часть. К похвале по поводу графики присоединился также портал IGN, их рецензент кроме отличной прорисовки похвалил интересный музыкальный ряд, однако назвав его не очень запоминающимся. Журнал GamePro одобрительно высказался относительно интерфейса и управления, осуществляемого контроллером DualShock. По состоянию на декабрь 2004 года в Японии было продано 675 тысяч копий игры.